# Absturz einer Iljuschin Il-76 in der Oblast Belgorod
Am 24. Januar 2024 ereignete sich der Absturz eines russischen Transportflugzeugs vom Typ Iljuschin Il-76 nahe dem Ort Jablonowo. Russischen Angaben zufolge war die Maschine auf dem Weg vom Militärflugplatz Tschkalowski in Richtung der Oblast Belgorod und transportierte  ukrainische Kriegsgefangene, die im Rahmen eines Gefangenenaustauschs im Rahmen des russischen Überfalls auf die Ukraine freikommen sollten.

## Flugverlauf
Das Flugzeug, eine militärische Transportmaschine vom Typ Il-76, stürzte  gegen 11:15 Uhr (UTC+3) etwa fünf Kilometer außerhalb des Orts auf einem Feld ab. Die Besatzung meldete laut Angaben des Gouverneurs der Oblast Belgorod, Wjatscheslaw Gladkow, eine „äußere Einwirkung“. Die Besatzung gehörte laut regionalen Behörden dem russischen Transportflugzeugregiment 117 aus Orenburg an. Russischen Angaben zufolge war die Maschine auf dem Weg vom Militärflugplatz Tschkalowski in Richtung der Oblast Belgorod unterwegs. Experten der Jane’s Information Group zufolge könnte der Absturz entweder im Anflug auf Belgorod oder auf dem Weg von Belgorod weg passiert sein. Eine Stunde vor dem Absturz gab es in der Oblast Belgorod Luftalarm, der um 11:43 Uhr für beendet erklärt wurde. Nach dem Absturz wurde in der Ukraine kurzzeitig ein landesweiter Luftalarm ausgerufen. Andrei Kartapolow, der Vorsitzende des Verteidigungsausschusses der Duma, behauptete, dass ein zweites Flugzeug, das 80 ukrainische Kriegsgefangene habe transportieren sollen, nach dem Vorfall den Kurs geändert habe.
Die Il-76 wird für den Transport von Truppen, militärischer Ausrüstung und Munition eingesetzt und ist als solche ein legitimes militärisches Ziel.

## Debatten und Reaktionen

### Debatte um Absturzursache
Das Außenministerium der Russischen Föderation beschuldigte die Ukraine, das Flugzeug abgeschossen zu haben und nannte dies einen „barbarischen“ Akt. Das Verteidigungsministerium behauptete unter Berufung auf seine Radarsysteme, das Flugzeug sei von zwei Raketen abgeschossen worden, die aus dem Gebiet Lypzi jenseits der Grenze in der Oblast Charkiw abgefeuert worden seien. Am 31. Januar behauptete Putin, dass der Abschuss durch MIM-104 Patriot erfolgte.
Ukrainische Quellen gaben mit Berufung auf den ukrainischen Generalstab an, das Flugzeug habe S-300-Raketen transportiert und ukrainische Kräfte hätten das Flugzeug abgeschossen. Später wurde diese Erfolgsmeldung eines Abschusses durch die Ukraine zurückgezogen.
In einer von Russland anberaumten Dringlichkeitssitzung des UN-Sicherheitsrates am 25. Januar stritten die Parteien über die Gründe des Absturzes.

### Debatte um mögliche Kriegsgefangene als Passagiere
Das russische Verteidigungsministerium erklärte schon kurz nach dem Absturz, 65 der Insassen seien ukrainische Soldaten gewesen. Weitere sechs russische Besatzungsmitglieder und drei Wachen sollen ebenfalls an Bord gewesen sein. Die ukrainischen Soldaten seien für einen geplanten Gefangenenaustausch am Grenzübergang bei Kolotilowka 100 Kilometer westlich von Belgorod in die Oblast Belgorod geflogen worden. Die Chefredakteurin von Russia Today, Margarita Simonjan, veröffentlichte am Tag des Absturzes eine Liste mit 65 Namen, von denen sie behauptete, es handele sich um ukrainische Kriegsgefangene an Bord des Flugzeugs.
Nachdem es zunächst Zweifel an der Richtigkeit dieser Liste gegeben hatte, bestätigte die ukrainische Agentur für den Austausch von Kriegsgefangenen am 27. Januar die Richtigkeit.
Die ukrainische Agentur warnte, dass Russland mit der Meldung von Kriegsgefangenen an Bord des Flugzeugs „aktiv spezielle Informationsoperationen gegen die Ukraine durchführt, die darauf abzielen, die ukrainische Gesellschaft zu destabilisieren und die internationale Unterstützung für unseren Staat zu schwächen“.
Nach Angaben eines Sprechers der ukrainischen Nachrichtendienste war für den Tag des Absturzes tatsächlich ein Austausch von jeweils 192 Gefangenen zwischen Russland und der Ukraine geplant; nach Angaben des Sprechers fand der Austausch jedoch nicht statt.
Der ukrainische Militärgeheimdienst erklärte, die Ukraine habe alle Vereinbarungen eingehalten und die russischen Soldaten pünktlich zum Austauschort gebracht. Üblicherweise werde die Ukraine vor solch einem Gefangenenaustausch von Russland über die Transportmittel und -wege informiert. Diesmal sei Kiew hingegen von Russland „nicht darüber informiert worden“, dass der Luftraum in dem Gebiet um die Stadt Belgorod gesichert werden müsse, wie es in der Vergangenheit mehrfach geschehen sei. Die Ukraine forderte eine umfassende Untersuchung mit internationaler Unterstützung.
Der russische Politiker Kartapolow sagte nach dem Absturz, dass „von einem weiteren [Gefangenen-]Austausch jetzt nicht mehr die Rede sein kann“. Dennoch tauschten bereits am 31. Januar Ukraine und Russland etwa 200 Kriegsgefangene aus.
Die staatlichen Stellen in der Ukraine haben Zweifel, ob sich wirklich ukrainische Kriegsgefangene an Bord befunden hatten. Die russische Seite hat zwar ein Video von der Absturzstelle veröffentlicht; es zeigt aber nur eine Leiche und einen einzelnen Leichensack. Das Fehlen von Leichen in dem Trümmerfeld im veröffentlichten Video und dass sich Russland anti-ukrainische Propagandabilder entgehen lässt, weckt in der Ukraine Skepsis. Das russische Untersuchungskomitee veröffentlichte andererseits ein Video einer Überwachungskamera, das angeblich ukrainische Kriegsgefangene beim Besteigen der Maschine zeigt. Die schlechte Qualität des Videos sowie das Fehlen jeglicher Zusatzinformationen macht eine Verifizierung unmöglich.
Auch über die Herausgabe der möglichen sterblichen Überreste der ukrainischen Kriegsgefangener belegen sich beide Parteien mit Vorwürfen. Während die ukrainische Seite beteuert, ein Ersuchen gestellt zu haben, verneinte Dmitri Peskow, der Pressesprecher des Kreml, ein Ersuchen empfangen zu haben. Tatjana Nikolajewna Moskalkowa, die Menschenrechtsbeauftragte der Russischen Föderation, erklärte am 1. März 2024, Russland wäre bereit, die sterblichen Überreste an die Ukraine zu übergeben.